# Étéocle
Pour les articles homonymes, voir Étéocle (homonymie).

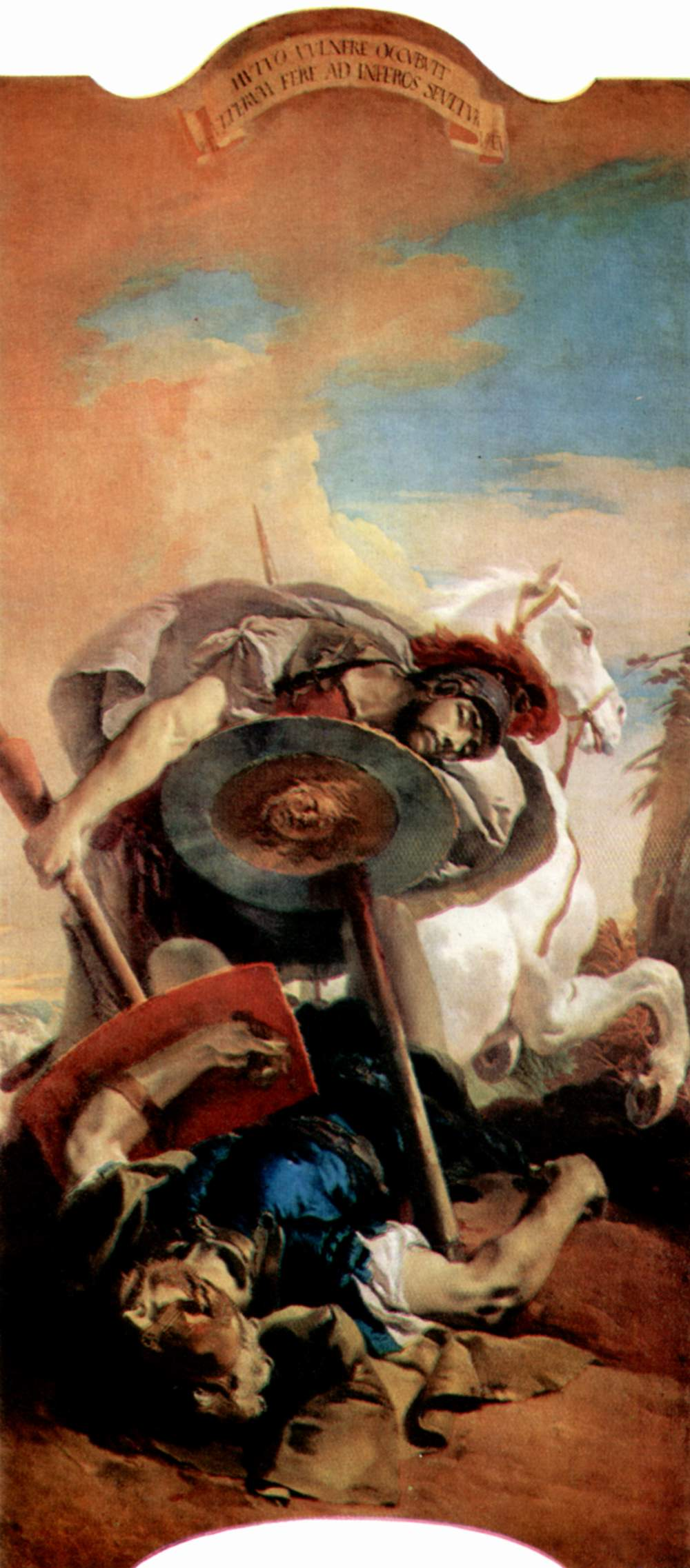
Étéocle et Polynice, par Tiepolo (v. 1725–1730)

Dans la mythologie grecque, Étéocle (en grec ancien Ἐτεοκλῆς / Eteoklếs) est le fils du mariage incestueux d'Œdipe et Jocaste, et le frère de Polynice, Ismène et Antigone.

## Mythe
À la suite de la révélation de l'inceste d'Œdipe, Étéocle et Polynice chassent leur père de Thèbes. Ce dernier maudit alors ses deux fils et leur prédit qu'ils se diviseront et mourront de la main l'un de l'autre. Pour conjurer cette malédiction, Étéocle et Polynice décident alors de régner sur Thèbes un an chacun en alternance. Mais Étéocle refuse de laisser le pouvoir à Polynice lorsque son tour arrive. Polynice lève par conséquent une armée en s'alliant à d'autres cités afin de reprendre le pouvoir, et les deux frères s'entretuent. Créon, leur oncle et successeur, rend hommage à Étéocle en lui offrant de grandes funérailles, mais ordonne qu'on laisse le corps de Polynice sans sépulture, l'accusant de trahison et d'avoir attaqué Thèbes, lui interdisant ainsi l'accès aux Enfers et laissant son âme errante. C'est en bravant cet interdit qu'Antigone sera condamnée à être emmurée vivante dans le tombeau des Labdacides.

## Évocations artistiques
On peut remarquer que dans La Thébaïde de Jean Racine, les deux frères s'entretuent mais n'ont pas le temps d'être enterrés avant le suicide d’Antigone.